# رکن‌آباد ۲
رکن‌آباد ۲، روستایی از توابع بخش مرکزی، شهرستان بردسیر در استان کرمان ایران است.

## جمعیت
این روستا در دهستان کوه‌پنج قرار دارد و براساس سرشماری مرکز آمار ایران در سال ۱۳۹۵، جمعیت آن ۷۰ نفر (۲۳ خانوار) بوده‌است.